# Zach Apple
Zachary Apple (Estados Unidos, 23 de abril de 1997) é um nadador norte-americano. Zach competiu nos Jogos Olímpicos de Verão de 2020 e garantiu uma medalha de ouro para o país na modalidade de revezamento 4x100 m livre masculino.